# As Cities Burn
As Cities Burn (ACB) is een Amerikaanse indieband, opgericht in 2002 in Baton Rouge, Louisiana. Ze gingen in 2009 uit elkaar om familiale redenen, maar hadden in 2011 op Facebook aangekondigd dat ze zich zouden herenigen.

## Bezetting
Oprichters
- T.J. Bonnette (zang, tot 2006)
- Colin Kimble (gitaar)
- Cody Bonnette (gitaar)
- Pascal Barone (basgitaar, tot 2006)
- Bryan Dixon (drums, 2004)

Huidige bezetting
- Cody Bonnette (zang, gitaar)
- Stephen Keech (basgitaar, 2015–2017)
- Aaron Lunsford (drums, sinds 2004)
- T.J. Bonnette (zang, piano)

Voormalige leden
- Chris Lott (gitaar, 2006–2009, 2011–2016)

## Geschiedenis
As Cities Burn werd in 2002 opgericht door de gebroeders T.J. Bonnette (zang) en Cody Bonnette (gitaar), samen met Colin Kimble (lead gitaar), Pascal Barone (bas) en Bryan Dixon (drums). Vanaf het allereerste begin wist de band een status te verwerven in het Baton Rouge-livecircuit en bracht eind 2002 een eigen productie van vijf nummers uit, waarvan ongeveer 1.000 exemplaren werden verkocht. Een andere titelloze ep werd medio 2003 uitgebracht en werd nog vaker verkocht. De bandleden stopten vervolgens met hun baan en speelden alleen al in 2004 250 shows in de Verenigde Staten. Brian Dixon verliet de band echter om door te gaan met Oceans Firing. Voor hem kwam Aaron Lunsford in de band.
Dit grote succes, vooral voor een christelijke band, trok de aandacht van Solid State Records, een dochteronderneming van Tooth & Nail Records, waar ze in 2004 tekenden. Haar debuutalbum Son, I Loved You at Your Darkest werd uitgebracht op 21 juni 2005 en het geluid werd voornamelijk beïnvloed door posthardcore. De vocale focus lag op het geschreeuw van TJ Bonnette. Al met al had het album een zeer donkere, dramatische en melancholische klank. Het nummer The Widow, dat voornamelijk wordt gedomineerd door Cody's zang, gaf een eerste aanwijzing over hoe As Cities Burn zou klinken na het vertrek van TJ.
Op 10 juni 2006 kondigde de band het einde van As Cities Burn aan. De belangrijkste reden voor de ontbinding was het vertrek van zanger T.J. Bonnette, die trouwde en niet zo lang meer wilde toeren. Na de Vans Warped Tour speelden ze hun afscheidsconcert in het House of Blues in New Orleans, maar na massale steun van hun fans besloten ze door te gaan. Cody Bonnette nam vervolgens de zang over en de band ging verder als een viermansband. Op 17 december 2006 bracht de band het eerste nieuwe nummer van het aankomende album uit via MySpace en PureVolume, dat ze begin 2007 opnamen. Het verraste vooral fans door volledig af te zien van geschreeuw, dat voorheen een centraal element in hun muziek was en nu is vervangen door de heldere zang van Cody Bonnette. Op 12 april 2007 bracht As Cities Burn de titel uit van hun nieuwe album Come Now Sleep, dat ook op 14 augustus 2007 werd uitgebracht via Tooth & Nail Records. Het bereikte #135 in de Amerikaanse billboard-hitlijsten. In 2009 kwam het album Hell or High Water uit, dat wederom een stijlverandering betekende. De band was nu meer gericht op alternatieve rock, met een aantal nummers die doen denken aan Pearl Jam en Counting Crows. Het album bereikte #109 in de Billboard-hitlijsten. Kort daarna ging de band uit elkaar.
De band is sinds 2011 weer actief en speelde verschillende concerten, waarvan sommige alleen met individuele albums. In 2015 kwam T.J. Bonnette terug in de band. In hetzelfde jaar bracht Prince of Planet Earth ook het eerste gezamenlijke nummer in zes jaar uit. Dit werd gevolgd door een rondleiding door het eerste album, waarin de band werd ondersteund door Emery. In 2016 ging de band voor een korte tijd uit elkaar, om in januari 2017 opnieuw een tournee met Emery aan te kondigen.

## Stijl
In de loop van de albums ontwikkelde hun stijl zich sterk, van een aanvankelijk nogal door screamo beïnvloede posthardcore (Son, I Loved You At Your Darkest) tot een meer progressieve maar rustigere variant (Come Now Sleep) tot indierock (Hell or High Water). Hoewel ze tot de christelijke rock behoren, zijn hun christelijke boodschappen nogal subliminaal en niet de enige focus.

## Discografie
- 2002: As Cities Burn (ep, eigen publicatie)
- 2003: As Cities Burn (ep, eigen publicatie)
- 2005: Son, I Loved You at Your Darkest (Solid State Records)
- 2007: Come Now Sleep (Solid State Records)
- 2007: The EP (Tooth & Nail Records)
- 2009: Hell or High Water (Tooth & Nail Records)
- 2019: Screaming Through the Walls (Rude / Equal Vision)